# Monty Roberts
Monty Roberts (Salinas, 14 maggio 1935) è un addestratore di cavalli statunitense diventato famoso dopo che la sua autobiografia L'uomo che ascolta i cavalli divenne un best seller.
Nel suo libro, scritto nel 1996, Roberts racconta di come ha imparato il linguaggio non verbale dei cavalli osservandone il comportamento allo stato brado.

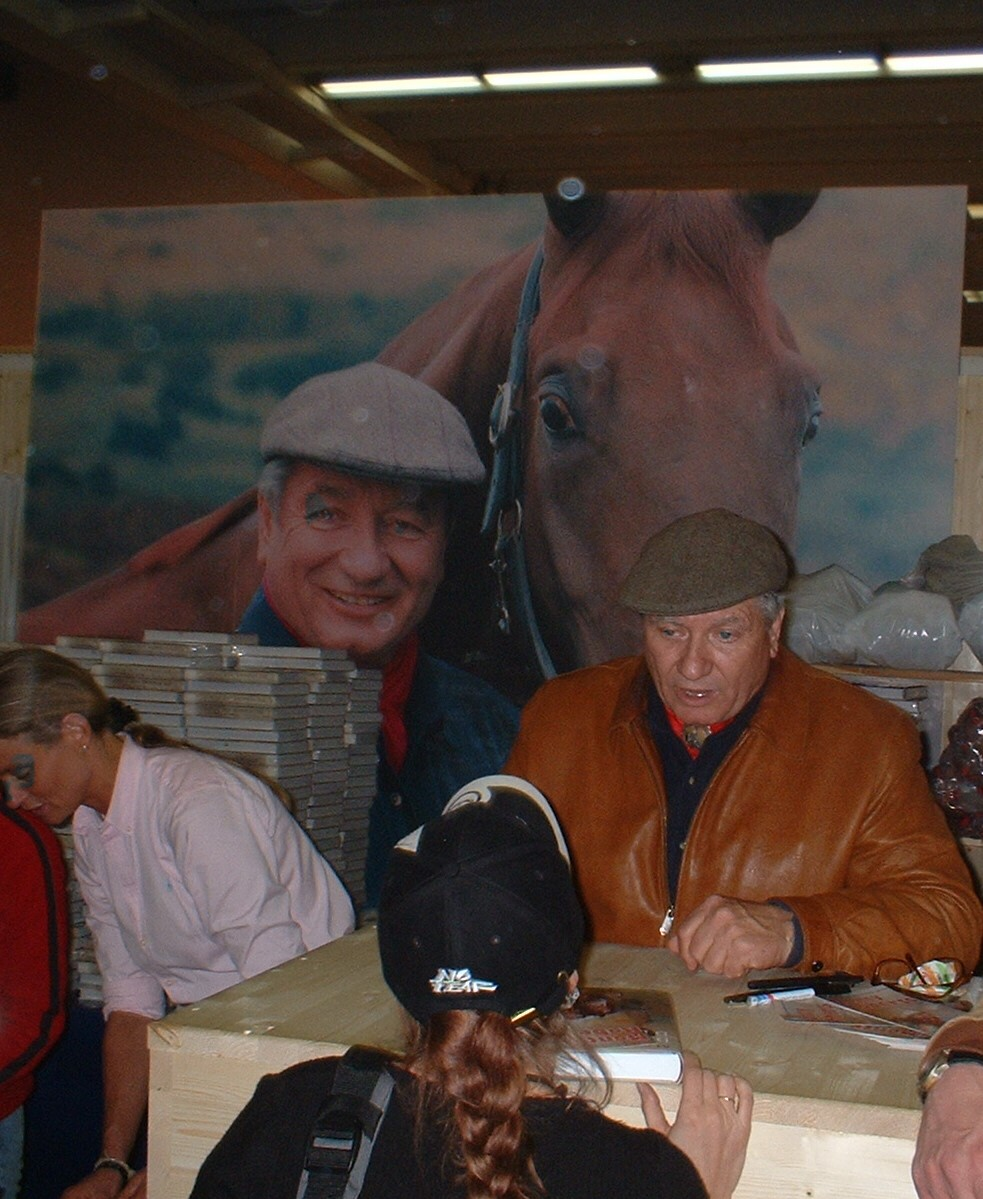
Monty Roberts a Equitana 2003

## Biografia

### Infanzia
Monty nacque da Marvin e Marguerite Roberts in una tenuta di 2.300 acri di terreno che il precedente proprietario, un certo Sherwood, aveva lasciato alla città di Salinas. Nelle sue ultime volontà Sherwood poneva come condizione che i terreni venissero adibiti solamente ad attività equestri.
La gestione della proprietà venne affidata a Marvin Roberts. Poco dopo cominciarono i lavori di costruzione di un impianto che comprendeva un ippodromo con 20.000 posti a sedere e 800 box per i cavalli.
Marguerite Roberts all'epoca dava lezioni di equitazione e portava sempre con sé il piccolo Monty (allora neonato). Tre anni dopo, Monty era già in grado di andare al passo, al trotto e al galoppo e quello che a lui pareva una cosa normale faceva invece stupire chi lo vedeva che subito lo definiva un bambino prodigio. Fu così che il padre insistette perché Monty si impegnasse sempre di più nella pratica dell'equitazione.
Nel 1947 (Monty aveva 12 anni) aiutò Doc Leach, un amico di famiglia, a catturare 150 mustang dal deserto del Nevada per portarli al rodeo. Quando poi si rese conto che i cavalli che rimanevano feriti o non riuscivano ad essere domati sarebbero diventati cibo per cani si promise di agire diversamente l'anno venturo.
Fu così che a 13 anni decise di partecipare alla cattura dei cavalli selvaggi ma partì due settimane prima della tabella di marcia in modo da poter osservare il branco indisturbato. Quest'esperienza lo segnò per sempre: fu infatti in quest'occasione che riuscì a capire come i cavalli comunichino tra di loro nel loro linguaggio non verbale e quasi totalmente silenzioso.
Roberts ha sempre sofferto di una forma grave di daltonismo tanto da vedere il mondo in bianco e nero. Fu durante questa spedizione nel Nevada che si rese conto che il proprio handicap era compensato da una visione notturna superiore alla media, perché in assenza della luce lunare riusciva a scorgere forme che i suoi compagni di spedizione non erano in grado di percepire. Decise di chiamare questo linguaggio Equus (che significa semplicemente cavallo in latino e ne applicò i principi per domare i cavalli che erano stati catturati. Grazie a questa doma gentile riuscì a fare in modo che nessuno dei cavalli catturati fosse mandato al macello.
Quando mostrò al padre questa sua tecnica questi si infuriò picchiandolo e pretendendo che non facesse di testa propria. Promise allora a se stesso di non parlare mai più al padre delle proprie idee ma di continuare a coltivarle in segreto.

### Matrimonio e progressi
Dopo il matrimonio, si stabilì con la moglie Patricia in un piccolo podere che riuscivano a malapena ad affittare. Tutto quello che desiderava era trovare il modo di applicare e sviluppare la propria tecnica distante da chiunque avesse potuto interferire ma a causa di continui problemi finanziari fu costretto a sbarcare il lunario facendo anche lavori di diversa natura.
Data la sua dimestichezza con i cavalli, fu scritturato come controfigura in qualche film, incluso La valle dell'Eden con James Dean nel 1955.
Dopo mille vicissitudini incontrò nel 1964 Hastings Harcourt, un eccentrico milionario, che gli affidò la progettazione, realizzazione e gestione di un centro ippico che, date le immense risorse finanziarie di Harcourt, fu realizzato su grande scala. Il progetto iniziale infatti comprendeva delle scuderie che ospitassero 80 cavalli, un centro veterinario che ne ospitasse 40, un ippodromo per gli allenamenti, una piscina per l'idroterapia più un'area adibita a pascolo. La struttura fu ampliata in seguito.
Roberts fu incaricato anche della compravendita dei cavalli diventando praticamente il braccio destro di Harcourt che tuttavia, si limitava a finanziare tutte le operazioni data la sua poca confidenza con il mondo equestre.
Il centro fu battezzato Flag is Up Farm e fu un successo fino al 1970 quando Harcourt confidò a Monty di essere in terapia da uno psichiatra per dei disturbi seri che gli imponevano l'assunzione di psicofarmaci. Durante un incontro informale Harcourt chiese che Monty parlasse con il suo psichiatra perché questi lo ragguagliasse su come trattare questo tipo di problema.
Roberts accettò impietosito dalla disperazione del proprio datore di lavoro; il medico definì questo disturbo come Sindrome dei castelli di sabbia descrivendone i sintomi come quelli di "un bambino che trae grande piacere nel costruire castelli di sabbia sulla battigia e un ancora più grande eccitamento nel vederli distruggere dalla marea".
L'anno successivo infatti Harcourt ordinò a Monty di vendere porzioni della struttura equestre e di uccidere alcuni cavalli a cui il pazzo milionario era particolarmente affezionato.
Roberts decise invece di vendere segretamente i cavalli o di comprarli a proprie spese pur dichiarando di averli abbattuti. Quando il proprietario lo scoprì citò Monty in giudizio dando inizio ad un processo che durò degli anni.
Molti altri imprenditori che erano in affari con Harcourt vennero danneggiati finanziariamente dallo smembramento di Flag is Up Farm e intentarono a loro volta una causa contro Harcourt che fu giudicato colpevole.
Roberts ricevette come risarcimento una somma sufficientemente elevata da poter rilevare l'intero centro ippico che è tuttora la sua sede operativa e la sua casa.

### L'incontro con la Regina
Nel 1989 fu invitato da Elisabetta II d'Inghilterra al Castello di Windsor per dimostrare queste tecniche di doma gentile e formare il personale addetto alle scuderie reali. La Regina ne fu talmente impressionata che fece organizzare una serie di incontri dimostrativi per tutto il Regno Unito con lo scopo di diffondere su tutto il territorio nazionale la conoscenza di questo nuovo metodo di approccio al cavallo.
Fu proprio grazie a queste dimostrazioni che la fama di Roberts cominciò ad espandersi internazionalmente.
Dopo questo incontro Monty decise, su suggerimento della Regina stessa, di pubblicare la propria autobiografia che fu il primo di una serie di libri che scrisse in seguito.
Nel 2002 Roberts tornò a Windsor per prendere parte, con altre dimostrazioni equestri, al giubileo d'oro della regina.

## La sua tecnica
(Monty Roberts)

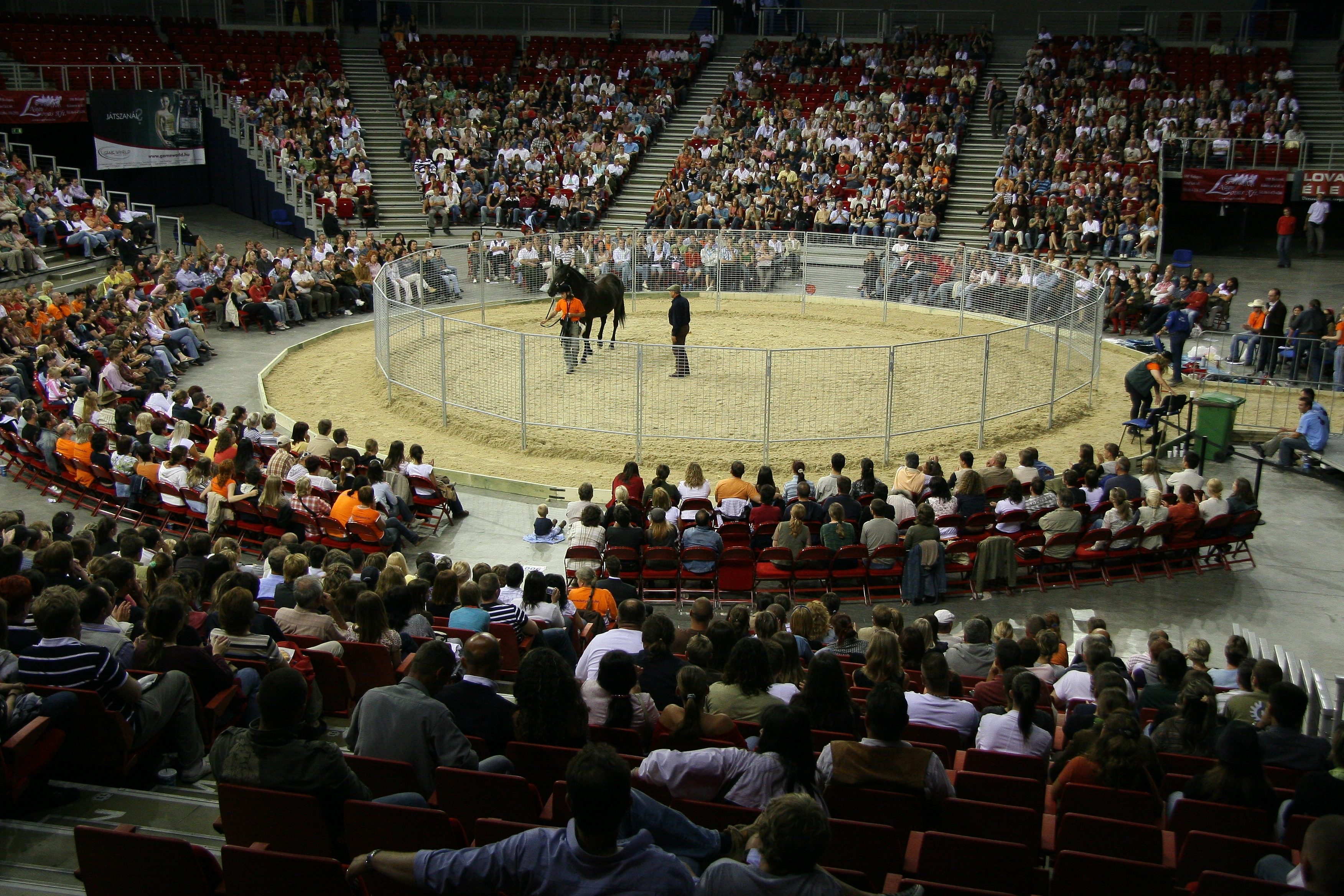
Monty Roberts all'opera

La tecnica che Roberts utilizza si basa sul principio che convincere un cavallo a fare spontaneamente ciò che gli si chiede, è più efficace che costringerlo, poiché in questo modo il cavallo collabora con l'uomo invece di eseguirne meramente i comandi.
Questo tipo di doma viene definita dagli anglofoni natural horsemanship, in italiano è nota come doma gentile.
Il primo passo per la comprensione dei gesti di un cavallo sta nel rendersi conto che, essendo un erbivoro, ragiona come una preda e non come un predatore. È quindi l'uomo a doversi adattare alla mentalità del cavallo (ed alla percezione che esso ha dell'ambiente) e non viceversa.
Roberts chiama "Join-up" (letteralmente tradotto "unisciti") il momento in cui l'uomo guadagna la fiducia del cavallo e tra i due si instaura un rapporto di comprensione e di rispetto reciproci.

## Opere pubblicate
- 1996 - L'uomo che ascolta i cavalli (The man who listens to horses)
- 1999 - Shy Boy il cavallo che tornò dalla vita selvaggia (Shy Boy: The Horse That Came in from the Wild)
- 2001 - Join-Up: la saggezza del cavallo per l'uomo (Horse Sense for People)
- 2002 - From My Hands to Yours
- 2004 - The Horses in My Life
- 2007 - Ask Monty